# Волтерс (Міннесота)
Волтерс (англ. Walters) — місто (англ. city) в США, в окрузі Феріболт штату Міннесота. Населення — 69 осіб (2020).

## Географія
Волтерс розташований за координатами 43°36′18″ пн. ш. 93°40′27″ зх. д. / 43.60500° пн. ш. 93.67417° зх. д. (43.604906, -93.674287).  За даними Бюро перепису населення США в 2010 році місто мало площу 0,52 км², уся площа — суходіл.

## Демографія
Згідно з переписом 2010 року, у місті мешкали 73 особи в 31 домогосподарстві у складі 20 родин. Густота населення становила 142 особи/км².  Було 36 помешкань (70/км²).
Расовий склад населення:
| - 98,6 % — білих - 1,4 % — осіб інших рас |

До двох чи більше рас належало 0,0 %. Частка іспаномовних становила 1,4 % від усіх жителів.
За віковим діапазоном населення розподілялося таким чином: 19,2 % — особи молодші 18 років, 58,9 % — особи у віці 18—64 років, 21,9 % — особи у віці 65 років та старші. Медіана віку мешканця становила 43,8 року. На 100 осіб жіночої статі у місті припадало 121,2 чоловіків;  на 100 жінок у віці від 18 років та старших — 118,5 чоловіків також старших 18 років.
Середній дохід на одне домашнє господарство  становив 38 487 доларів США (медіана — 32 188), а середній дохід на одну сім'ю — 34 123 долари (медіана — 28 929). За межею бідності перебувало 42,1 % осіб, у тому числі 58,3 % дітей у віці до 18 років та 0,0 % осіб у віці 65 років та старших.
Цивільне працевлаштоване населення становило 66 осіб. Основні галузі зайнятості: мистецтво, розваги та відпочинок — 24,2 %, виробництво — 16,7 %, роздрібна торгівля — 12,1 %, освіта, охорона здоров'я та соціальна допомога — 10,6 %.